# Тиранчик чорнолобий
Тира́нчик чорнолобий (Phylloscartes nigrifrons) — вид горобцеподібних птахів родини тиранових (Tyrannidae). Мешкає в регіоні Гвіанського нагір'я.

## Поширення і екологія
Чорнолобі тиранчики мешкають в тепуях на півдні Венесуели (Амасонас, південний Болівар), а також в сусідніх районах на крайньому заході Гвіани та на крайній півночі штату Рорайма в Бразилії. Вони живуть у вологих гірських тропічних лісах. Зустрічаються на висоті від 800 до 1800 м над рівнем моря.